# 納斯塔什卡
49°38′30″N 30°17′47″E / 49.64167°N 30.29639°E
納斯塔什卡（烏克蘭語：Насташка）是位於烏克蘭北部的村莊，由基辅州白采爾克瓦區的羅基特內市鎮負責管轄。該村始建於1577年，面積80平方公里，海拔高度165米，2001年人口1,917，人口密度每平方公里24人。